# Conseil tribal cri de Maskwacis
Le conseil tribal cri de Maskwacis, dont le nom officiel est Maskwacis Cree Tribal Council, est un conseil tribal cri au Canada. Il rassemble quatre bandes indiennes en Alberta. Son siège est situé à Maskwacis.

## Liste des bandes
Le conseil tribal cri de Maskwacis comprend quatre bandes indiennes.
| Numéro | Nom officiel     |
| ------ | ---------------- |
| 443    | Ermineskin Tribe |
| 439    | Louis Bull       |
| 442    | Montana          |
| 444    | Samson           |

## Annexe